# Home bo
L'home bo és el "jutge o àrbitre que dona faltes o bones, encarregat d'observar algun punt determinat del camp considerat fonamental en el transcurs d'una partida, com ara la perxa, la galotxa, el dau o la corda".

## Polèmica
El 21 de juny de 2023 el Consell Jurídic Consultiu de la Comunitat Valenciana va emetre el dictamen 493/2023, en relació al decret del Consell, pel qual es regulen els requisits i condicions de les apostes de les partides de pilota valenciana. En aquest dictamen, el Consell Jurídic Consultiu considera el terme “home bo” com a propi, no comú, part del patrimoni immaterial de la Comunitat Valenciana, i conclou que el terme no és susceptible de ser adaptat al llenguatge inclusiu.

## Figura de l'home bo en la cultura valenciana
L'home bo és una de les figures més importants de la història i cultura valencianes. L'home bo era aquella persona que davant la comunitat actuava i era considerada com una persona imparcial, justa i sense cap partidisme; una persona honrada. Quan s'havia de lliurar alguna solució a qualsevol conflicte entre les persones, o bé familiar o bé d'altre caire, es cridava a un home bo, que decidia i donava la justa solució al problema. Podríem dir com un jutge de pau de l'actualitat. Altres casos d'hòmens bons són els síndics del Tribunal de les Aigües, la tradició de cridar a un home bo quan s'ha hagut de resoldre el repartiment d'una herència entre els hereus o els hòmens bons del joc tradicional de pilota valenciana.

### L'home bo en altres manifestacions culturals
Des de l'any 2021 hi ha l'obra de teatre L'home bo, que tracta sobre pilota valenciana.